# Ampflwanger Bach
Der Ampflwanger Bach ist ein linker Zufluss der Vöckla im Hausruckviertel in Oberösterreich.

## Verlauf
Er entspringt rund zwei Kilometer nordwestlich von Ampflwang am südlichen Abhang des Hausruck und fließt zunächst in südöstlicher, dann in südlicher Richtung. Nach etwa 15 Kilometern mündet im Ungenacher Ortsteil Grillmoos von links der Ungenacher Bach in ihn. Gemeinsam mit diesem fließt er nach weiteren 800 Metern in nördlichem Lauf westlich des Ortsteiles Kalchofen von links der Vöckla zu.

## Beschreibung
Der Ampflwanger Bach ist ein naturbelassenes, frei mäanderndes Gewässer mit einer reichen Flora und Fauna, die allerdings seit einigen Jahren zusehends unter den Einflüssen der Landwirtschaft in der Region leidet. Der Ampflwanger Bach ist einer der wasserreichsten Zuflüsse der Vöckla. Seine mitgeführten Sedimente bestehen hauptsächlich aus Sanden und feinen Kieseln. Manche Fische benützen ihn als Laichplatz, zahlreiche Jungfische wachsen in ihm auf. In seinen kleinen Auwäldern, die nicht mit Fichten aufgeforstet wurden, dominieren Berg-Ahorn, Esche und Feldulme. Viele Vogelarten brüten in den Auwäldern des Baches so auch der Eisvogel. Zur Fauna des Auwaldes zählen Fischotter, Hermelin, Steinmarder, Rotfuchs und Biber aber auch Neophyten wie Sumpfbiber und Bartmeise.